# 锋利真齿鳞虫
锋利真齿鳞虫（学名：Eupanthalis edriophthalma）为蠕鳞虫科真齿鳞虫属的动物。分布于印度洋以及中国南海等海域。